# Nicola Ciotola
 (Ponte, 28 marzo 1984) è un calciatore italiano, attaccante dello Sporting Ponte.

## Caratteristiche tecniche
Dotato di buona tecnica, è nato come trequartista ma si è adattato nel tempo a giocare come seconda punta o esterno d'attacco.

## Carriera
Cresce calcisticamente nelle giovanili del Napoli per poi trasferirsi, diciottenne, alla Torres in Serie C1. Tra il 2004 e il 2006 si mette in luce con la maglia del Giugliano, in Serie C2.
Nell'estate 2006 approda al Pisa, in C1. Al suo primo anno in squadra, l'allenatore nerazzurro Piero Braglia lo impiega sia come seconda punta che come ala. Nella gara di ritorno della finale play-off giocata contro il Monza segna nei tempi supplementari, al 118º, il gol che sancisce il ritorno del Pisa in Serie B dopo tredici anni. Rimane in Toscana anche nella successiva stagione, in serie cadetta, collezionando 27 presenze in campionato e 1 nella semifinale play-off contro il Lecce.
Nel 2008 passa all'Avellino, sempre in Serie B, dove disputa 30 partite segnando 5 gol.
Dal 2009 al 2012 gioca in Lega Pro Prima Divisione: prima una stagione all'Hellas Verona (che perde la finale play-off contro il Pescara) poi una stagione passata nella prima parte al Taranto e nella seconda alla Juve Stabia (che conquista la promozione in Serie B tramite play-off) e infine una stagione al Como.
Nel luglio 2012 firma un contratto biennale con L'Aquila Calcio, squadra di Lega Pro Seconda Divisione con cui conquista una promozione in Lega Pro Prima Divisione, segnando 3 reti. L'anno successivo disputa il girone d'andata con gli abruzzesi in Prima Divisione poi, nel gennaio 2014, si trasferisce in prestito alla Torres in Seconda Divisione. Nel luglio 2014 viene girato nuovamente in prestito all'Ischia Isolaverde, società di Lega Pro.

## Statistiche

### Presenze e reti nei club
Statistiche aggiornate al 22 dicembre 2018.
| Stagione           | Squadra            | Campionato         | Campionato | Campionato | Coppe nazionali | Coppe nazionali | Coppe nazionali | Coppe continentali | Coppe continentali | Coppe continentali | Altre coppe | Altre coppe | Altre coppe | Totale | Totale |
| Stagione           | Squadra            | Comp               | Pres       | Reti       | Comp            | Pres            | Reti            | Comp               | Pres               | Reti               | Comp        | Pres        | Reti        | Pres   | Reti   |
| ------------------ | ------------------ | ------------------ | ---------- | ---------- | --------------- | --------------- | --------------- | ------------------ | ------------------ | ------------------ | ----------- | ----------- | ----------- | ------ | ------ |
| 2002-2003          | Napoli             | B                  | 0          | 0          | CI              | 0               | 0               | -                  | -                  | -                  | -           | -           | -           | 0      | 0      |
| 2003-2004          | Torres             | C1                 | 0          | 0          | CI-C            | 0               | 0               | -                  | -                  | -                  | -           | -           | -           | 0      | 0      |
| 2004-2005          | Giugliano          | C2                 | 12         | 1          | CI-C            | ?               | ?               | -                  | -                  | -                  | -           | -           | -           | 12     | 1      |
| 2005-2006          | Giugliano          | C2                 | 30         | 4          | CI-C            | 1               | 0               | -                  | -                  | -                  | -           | -           | -           | 31     | 4      |
| Totale Giugliano   | Totale Giugliano   | Totale Giugliano   | 42         | 5          |                 | 1               | 0               |                    | -                  | -                  |             | -           | -           | 43     | 5      |
| 2006-2007          | Pisa               | C1                 | 16+3       | 3+1        | CI-C            | 2               | 0               | -                  | -                  | -                  | -           | -           | -           | 19     | 4      |
| 2007-2008          | Pisa               | B                  | 27+1       | 1+0        | CI              | 2               | 1               | -                  | -                  | -                  | -           | -           | -           | 30     | 2      |
| Totale Pisa        | Totale Pisa        | Totale Pisa        | 43+4       | 4+1        |                 | 4               | 1               |                    | -                  | -                  |             | -           | -           | 47     | 5      |
| 2008-2009          | Avellino           | B                  | 30         | 5          | CI              | ?               | ?               | -                  | -                  | -                  | -           | -           | -           | 30     | 5      |
| 2009-2010          | Hellas Verona      | 1D                 | 31+3       | 2+1        | CICI-LP         | 2+2             | 0+0             | -                  | -                  | -                  | -           | -           | -           | 38     | 3      |
| ago. 2010          | Juve Stabia        | 1D                 | 0          | 0          | CI-LP           | 0               | 0               | -                  | -                  | -                  | -           | -           | -           | 0      | 0      |
| 2010-gen. 2011     | Taranto            | 1D                 | 14         | 1          | CI-LP           | 0               | 0               | -                  | -                  | -                  | -           | -           | -           | 14     | 1      |
| gen.- giu. 2011    | Juve Stabia        | 1D                 | 4+3        | 0+0        | CI-LP           | 2               | 0               | -                  | -                  | -                  | -           | -           | -           | 9      | 0      |
| Totale Juve Stabia | Totale Juve Stabia | Totale Juve Stabia | 4+3        | 0          |                 | 2               | 0               |                    | -                  | -                  |             | -           | -           | 9      | 0      |
| 2011-2012          | Como               | 1D                 | 31         | 3          | CI+CI-LP        | 0               | 0               | -                  | -                  | -                  | -           | -           | -           | 31     | 3      |
| 2012-2013          | L'Aquila           | 2D                 | 31+4       | 3+0        | CI-LP           | 1               | 0               | -                  | -                  | -                  | -           | -           | -           | 36     | 3      |
| 2013-gen. 2014     | L'Aquila           | 1D                 | 15         | 0          | CI+CI-LP        | 1+1             | 0               | -                  | -                  | -                  | -           | -           | -           | 17     | 0      |
| Totale L'Aquila    | Totale L'Aquila    | Totale L'Aquila    | 46+4       | 3          |                 | 3               | 0               | -                  | -                  | -                  | -           | -           | -           | 52     | 3      |
| gen.-giu. 2014     | Torres             | 2D                 | 13+2       | 1+0        | -               | -               | -               | -                  | -                  | -                  | -           | -           | -           | 15     | 1      |
| 2014-2015          | Ischia Isolaverde  | LP                 | 30         | 8          | CI-LP           | 3               | 0               | -                  | -                  | -                  | -           | -           | -           | 33     | 8      |
| 2015-gen. 2016     | Casertana          | LP                 | 9          | 0          | CI+CI-LP        | 2+2             | 0               | -                  | -                  | -                  | -           | -           | -           | 13     | 0      |
| gen.-giu. 2016     | Martina            | LP                 | 3          | 1          | CI+CI-LP        | 0               | 0               | -                  | -                  | -                  | -           | -           | -           | 0      | 0      |
| 2016-2017          | Casertana          | C                  | 25+3       | 5+1        | CILP            | 1               | 0               | -                  | -                  | -                  | -           | -           | -           | 29     | 6      |
| 2017-2018          | Racing Fondi       | C                  | 24+2       | 0+1        | CIC             | 2               | 0               | -                  | -                  | -                  | -           | -           | -           | 28     | 1      |
| 2018-2019          | Avellino           | D                  | 17         | 4          | CID             | 1               | 0               | -                  | -                  | -                  | -           | -           | -           | 18     | 4      |
| Totale Avellino    | Totale Avellino    | Totale Avellino    | -          | -          |                 | -               | -               |                    | -                  | -                  |             | -           | -           | -      | -      |
| Totale carriera    | Totale carriera    | Totale carriera    | 296+16     | 33+2       |                 | 20              | 1               |                    | -                  | -                  |             | -           | -           | 332    | 36     |

## Palmarès
- Coppa Italia Lega Pro: 1

Juve Stabia: 2010-2011
- Serie D: 1

Avellino: 2018-2019 (girone G)
- Scudetto Dilettanti: 1

Avellino: 2018-2019